# 수안보온천
수안보온천(水安堡溫泉)은 충청북도 충주시 수안보면 온천리의 옥천 누층군 서창리층에 발달한 대한민국의 천연 온천이다.
수안보온천은 조선왕조실록 등 자료에 따르면 조선시대 세종대왕의 부마였던 연창위(延昌尉) 안맹담과 세조 때의 우의정 권남 등 여러 선비들이 수시로 모여들었고 온정 거리가 사시사철 붐볐다고 한다. 충주 시내에서 21 km 거리에 위치하고 있으며, 수질은 단순 알카리성으로 무미, 무취이며, 매우 매끄러운 특성이 있다. 수온은 53도, 산도 8.3 정도로 약알라키성이며 라듐, 유황 등을 함유하고 있어 피부병, 신경통, 부인병, 위장염 및 피로회복에 효험이 있다. 충주시에서 직접 온천수를 관리하기 때문에 수질을 믿을 수 있고, 모든 온천이 똑같은 물을 공급받아 원탕이 따로 없다. 온천지구 안에 들어서면 20여 개 업소가 영업 중이다.
대한민국 최초로 자연적으로 3만년 전부터 솟아오른 천연 온천수이다. 유온천(有溫泉)이라는 이름으로 고려 현종 임금(A.D 1018년) 대에 기록으로 남겨져 있으며, 이조실록, 동국여지승람, 여지도서, 청구도, 대동여지도 등등 30여개의 역사책에 기록을 남긴 유서 깊은 온천이다.
1일 채수량 4,800t 이상으로 국내 유일의 온천수를 중앙 집중 관리 방식을 충주시에서 관리하면서 온천 자원 보존에 주력하여 인체에 유익한 각종 무기질을 함유한 양질의 온천수 라는 동력자원연구소의 평가를 받았다. 지하 250 m에서 용출되는 수온 53℃ 산도 8.3의 약알칼리성 온천수로 알려져 있다. 1985년부터 매년 수안보 온천제를 열기도 한다. 그리고 1997년에는 관광특구로 지정되었다.

## 지질
수안보온천 일대의 지질은 옥천 누층군 서창리층의 천매암 지층으로 구성된다. 수안보온천의 수온은 53°C, 1일 채수량은 4,800t이며 지하 250 m에서 용출되는 수소이온농도 8.14~8.27의 약알칼리성 온천이다. 수안보온천 일대에는 동-서 및 북서-남동 주향의 고각 단층이 2개 교차하며 일대의 암석은 심하게 파쇄되어 있고 열수의 유동에 중요한 역할을 한다. 라돈-222 함량은 지역 지하수가 210~7930 pCi/L, 온천수가 190~340 pCi/L, 라듐-226 함량은 지역 지하수가 0.25~0.42 pCi/L, 온천수가 0.29~0.32 pCi/L이다. 온천수는 심하게 파쇄된 천매암 지층에서 나오나 천매암층은 다만 통로의 역할만을 할 뿐 주요 온천수 대수층은 화강암 저반 내에 깊은 곳까지 발달한 정단층으로 추정된다.

## 수안보면, 이용객 감소
수안보 온천의 진원지인 수안보는 본래 괴산군 상모면이었으나, 이후 충주시에 편입되어 충주시 상모면이라 불리다, 2005년 4월, 수안보면으로 명칭이 정식 변경되었다. 관광객들이 이전에 많이 찾았던 온천이나, 이후 호텔의 부도와 파산, 시설 낙후, 보수 미비 등으로 인해 이용객 수가 많이 줄었다. 현재, 충주시가 테마파크 조성 등의 계획으로 다시 살리려는 움직임이 일고 있다. 특히, 와이키키를 주식회사 I&I Plus에서 인수하며 테마파크로 다시 살리려는 움직임을 보였으나, 자금 부족 등으로 인하여 와이키키는 다시 경매에 넘어가면서 수안보면의 미래는 멀어져 가는 듯 했다. 그러나, 화상경마장을 짓겠다는 계획에도 불구하고, 시민들의 불만이 가중되면서 화상경마장 건축 계획은 무산되었고, 다시 수안보는 원점으로 돌아갔다. 2013년 4월 와이키키를 (주)이랜드 그룹에서 인수하여 테마파크형 리조트 조성을 추진하였으나 자금난으로 미뤄져 우려를 빚었으나 2016년 3월 31일 워터파크 착공식에 들어갔지만 현재 공사가 중단된 상태다.

## 역사 속의 수안보 온천
- 고려사(현종 9년 서기 1018년)에 "장연현 본 고구려 상모현 현종 9년 칭금 명래층 유온천"이라 하여 온천에 관한 기록이 남아 있음.
- 조선왕조실록에 의거, 조선 제 1대 임금인 태조 이성계는 자신의 악성 피부염을 치료하기 위해 수안보 온천을 자주 찾은 적이 있다는 기록이 남아 있다.
- 1885년, 근대온천으로 발전하기 위해 노천식 욕조를 설치하고, 1929년, 일본인들에 의하여 근대식 장비를 이용한 온천공 굴착으로, 대중탕과 여관으로 분리되면서 온천지의 모습을 갖추었다.
- 일제강점기 당시 조선 총독이 수안보 온천에 머물렀으며, 해방 이후 이승만 대통령이 당시 수안보 관광호텔에서 온천욕을 한 후 기념식수 하였으며, 박정희 대통령은 산장을 많이 이용하였고, 최규하 대통령은 명절연휴기간을 수안보 온천에서 휴식하는 등 역대 대통령들이 수안보 온천을 이용하였다.
- 한겨울, 수안보를 지나던 걸인이 김이 모락모락 나는 곳에서 거처하며, 겨울을 나던 도중, 그 곳 땅에서 물이 나와 씻었더니 문둥병이 완치되었다는 구전이 전해져 내려오고 있다.
- 1940년경 당시 대중탕 관리인 노상암의 증언에 의하면, 경상북도 안동시에서 문둥병 환자인 딸을 데리고 와 보름동안 온천욕을 하면서 문둥병이 완치되어 그 해 딸을 시집보내고 명주 등의 예물 등을 선물했다는 일화도 전해져 내려오고 있다.
- 1978년, 서울특별시에서 피부병으로 고생하던 배 모씨가 서울대학교 병원 피부과를 비롯한 현대의학으로 치료가 어렵게 되자, 2주간 온천욕으로 난치피부병을 완치하게 되었다는 설도 전해져 내려온다.

## 타 온천수와의 차이점
- 수안보 온천수는 태초로부터 자영용출된 ph 8.3의 약알칼리성으로 인체의 유익한 53℃의 최상의 천연온천수이다.
- 온천법 상 25℃ 이상을 온천으로 인정하고 있으나, 온천욕의 적합 온도대는 40℃~50℃이다.
- 온천수 안에 녹아있는 성분에 관해서는 인체에 유해하지 않으면, 온천수로 인정하고 있다.
- 본래 온천의 생명은 고온으로 자연용출되는 것이다.
- 수안보 온천수는 무색, 무취, 무미, 투명함 등을 생명으로 한다.
- 국내 유일의 중앙집중관리식 온천을 충주시에서 관리하면서 원탕이 따로 없어 수질이 모두 같다.

## 교통편
- 중부내륙고속도로 괴산 나들목, 연풍 나들목
- 중부내륙선 수안보온천역